# Retocomus constrictus
Retocomus constrictus är en skalbaggsart som först beskrevs av Leconte 1852.  Retocomus constrictus ingår i släktet Retocomus och familjen kvickbaggar. Inga underarter finns listade i Catalogue of Life.